# Phelister interpunctatus
Phelister interpunctatus är en skalbaggsart som beskrevs av Kirsch 1866. Phelister interpunctatus ingår i släktet Phelister och familjen stumpbaggar. Inga underarter finns listade i Catalogue of Life.